# Říšský komisariát Norsko
Říšský komisariát Norsko (německy Reichskommissariat für die besetzten norwegischen Gebiete, zkráceně Reichskommissariat Norwegen) byla územně správní jednotka nacistického Německa na území okupovaného Norska během let 1940 až 1945.
Po německém obsazení Norska se v zemi pokusil převzít moc fašista Vidkun Quisling. Hitler ovšem dosadil k moci německého říšského komisaře Josefa Terbovena. Quisling zprvu žil v ústraní, ale v roce 1942 se stal loutkovým vůdcem. Po osvobození Norska v roce 1945 byl Quisling popraven.